# ミツウマ
株式会社ミツウマ（MITSU-UMA co.,ltd）は北海道小樽市に本社を置く企業で、ゴム長靴のメーカーの老舗で同製品の全国最大手に成長した。建設部材も含めた工業用ゴム製品や、射出成型靴、化成品等を製造、販売している。

## 概要
1919年（大正8年）に創業したゴム長靴のメーカーの老舗で、同製品の最大手に成長した。
ゴム長靴の輸出に乗り出したほか、1969年（昭和44年）4月12日に北海道の企業では初の海外生産合弁工場を台湾の台中市に操業開始するなど海外へも展開した。また、ビニール製の観光土産品の製造に進出したり、スポーツシューズや婦人用カラーブーツなどの高付加価値商品の製造・販売、工業用ゴム製品や樹脂製品などの製造・販売にも乗り出すなど多角化も進めた。
しかし、中華人民共和国や大韓民国などの海外からの低価格品との競争激化や、石油危機後の原材料高、消費低迷等で業績が悪化し、1983年（昭和58年）8月4日に、負債総額は約203億円を抱えて、札幌地方裁判所小樽支部に関連3社（ミツウマ販売、北海道ミツウマ販売、トリオン）と共に会社更生法の適用を申請し、同日に財産保全命令を受けることになった。同月7日に工業用品部門や樹脂など3部門で生産を一部再開するなど事業の存続を図り、同月21日には主力のゴム長靴部門の生産も一部で再開した。
人件費の抑制などを行いながら製造・販売量の回復に努め、更生会社として事業再生を進め、2000年（平成12年）10月25日に当初計画を約5年前倒しして会社更生手続きを完了して再建を果たした。
ゴム長靴は経営再建後も当社の主力製品で、2008年（平成20年）度の売上高の約70%占めた。
2008年（平成20年）度のゴム長靴製造約70万足のうち本社工場で約20万足を製造していたが、2009年（平成21年）11月に生産を中止して中華人民共和国の委託生産に全面的に切り替え、国内での自社生産から撤退することになった。
これに伴い、本社工場の従業員数は約半分に削減され、ゴム長靴製造で養った技術を応用した新事業に注力することになり、クリーンルーム用の静電気帯電防止靴などの作業靴や、工業用ゴム製品、除菌消臭剤の生産などの製造を担うことになった。
インターネット上にメーカー直販サイト「ショップミツウマ」も展開しており、2008年10月からヤフー店、同12月から楽天市場店を出店している。

## 主な製品

### ゴム長靴
前述の通り、当社の売上高の大半を占める主力商品である。

### 弾性路面敷板
主に屋外における路面にゴム複合製品を設置して氷雪の除去を促した製品で同社の「タフネスラバー」シリーズは踏切内を始め数多くの路面での防滑に役立っている。中でも「ロードグリップ」は立体駐車場車路でのロードヒーティングのランニングコスト削減のために使用されることが多く、特に北海道内の立体駐車場では数多く採用されている。
また、「セフティマット」や「ノースライディング」などの路面対策製品の開発を積極的に行っている。

### ホヴァリングシールゴム
札幌ドームの可動式サッカーグラウンド「ホヴァリングサッカーステージ」では、天然芝サッカー場移動方式「ホヴァリングシステム」にミツウマ製の特殊ゴムシートを採用している。
縦120m×横85m、重さ8,300tもの天然芝のサッカーステージが空気圧の力で7.5cm浮上し、このゴムシートによって支えられてドーム内外へ移動する。

## 沿革
- 1919年（大正8年）10月10日 − 北海道ゴム工業合資会社として設立する。
- 1943年（昭和18年）11月12日 − 三馬護謨工業株式会社として設立される。
- 1969年（昭和44年）4月12日 - 海外生産合弁工場を台湾の台中市で操業開始[5]。
- 1974年（昭和49年）3月 − 株式会社ミツウマに社名変更となる。
- 1983年（昭和58年）
  - 8月4日 - 負債総額は約203億円を抱えて札幌地方裁判所小樽支部に会社更生法の適用を申請[1]。
  - 11月5日 − 札幌証券取引所で、上場が廃止となる。
- 1985年 (昭和60年)札幌地方裁判所小樽支部に更生計画案提出・認可
- 2000年（平成12年）10月25日 - 会社更生手続きを完了して再建[3]。
- 2009年（平成21年）11月 - 本社工場でのゴム長靴製造を中止して中華人民共和国の委託生産に全面的に切り替え、国内での自社生産から撤退[2]。

## 事務所所在地
本社・小樽工場
北海道小樽市奥沢4-26-1
札幌販売部
北海道小樽市天神1-15-1
東北販売部
秋田県秋田市卸町3-2-11
東京販売部
東京都台東区寿3-9-6　ムラタビル 3階

## その他
- 2012年シーズンからの北海道日本ハムファイターズ監督に栗山英樹が就任[13]。その1年目にしてリーグ優勝を果たしたことを記念し、北海道栗山町にて記念パレードを同年12月に挙行。かねてから栗山が、ミツウマ社製長靴の愛用を公言していたことから、同社では記念「栗山英樹モデル」長靴を製造し限定にて販売[14]。栗山本人も記念パレード当日には栗山モデル長靴を着用している[15]。
- 地元小樽市の花園公園通りには、三馬印を掲げた「ミツウマ」のアーチ形広告看板が道路に架けられており、町のシンボルとなっている[16][17]。この小樽花園公園通りに架かるミツウマのアーチ型広告看板の歴史は古く、戦後昭和30年代にはアーチが架けられている通りの記録写真が残っている[18]。